# Кубок мира по хоккею с шайбой 1996
Кубок мира по хоккею с шайбой 1996 — первый розыгрыш Кубка мира, пришедшего на смену Кубку Канады, прошел в Северной Америке (Ванкувер, Монреаль, Оттава, Филадельфия, Нью-Йорк) и Европе (Стокгольм, Хельсинки, Прага, Гармиш-Партенкирхен) с 26 августа по 14 сентября 1996 года.
На первом этапе восемь национальных сборных были разбиты на две континентальные группы. Победители групповых турниров напрямую выходили в полуфинал, а команды занявшие 2-3 места встречались в четвертьфинале. Все игры плей-офф проходили в Северной Америке.
Сборная США очень сильно провела турнир и несмотря на поражение от канадцев в первом финальном матче (в дополнительное время), сумела одержать две уверенные победы с одинаковым счетом 5:2 и добиться первого крупного хоккейного успеха после олимпийского «Чуда на льду» 1980 года. Лучшим игроком турнира был назван вратарь сборной США Майк Рихтер.

## Результаты контрольных матчей
| Дата            | Место                | Хозяева   | Гости     | Счёт       |
| --------------- | -------------------- | --------- | --------- | ---------- |
| 14 августа 1996 | Турку, Финляндия     | Финляндия | Швеция    | 3 : 1      |
| 16 августа 1996 | Москва, Россия       | Россия    | Финляндия | 5 : 4      |
| 16 августа 1996 | Злин, Чехия          | Чехия     | Швеция    | 2 : 4      |
| 17 августа 1996 | Злин, Чехия          | Чехия     | Финляндия | 3 : 2      |
| 18 августа 1996 | Стокгольм, Швеция    | Швеция    | Россия    | 2 : 3      |
| 18 августа 1996 | Братислава, Словакия | Словакия  | Германия  | 3 : 4      |
| 20 августа 1996 | Ландсхут, Германия   | Германия  | Россия    | 2 : 4      |
| 20 августа 1996 | Ванкувер, Канада     | Канада    | США       | 3 : 1      |
| 21 августа 1996 | Тампере, Финляндия   | Финляндия | Чехия     | 5 : 1      |
| 21 августа 1996 | Сан-Хосе, США        | США       | Канада    | 7 : 5      |
| 22 августа 1996 | Лулео, Швеция        | Швеция    | Чехия     | 6 : 1      |
| 22 августа 1996 | Мангейм, Германия    | Германия  | Словакия  | 2 : 4      |
| 23 августа 1996 | Детройт, США         | США       | Россия    | 4 : 6      |
| 25 августа 1996 | Калгари, Канада      | Канада    | Россия    | 4 : 4 (OT) |
| 25 августа 1996 | Провиденс, США       | США       | Словакия  | 9 : 2      |
| 26 августа 1996 | Эдмонтон, Канада     | Канада    | Словакия  | 7 : 4      |

## Арены

### Европа
| Гармиш-Партенкирхен              | Прага                              | Хельсинки                        | Стокгольм                        |
| Олимпиаштадион Вместимость: 6929 | Спортовни гала Вместимость: 13 150 | Ледовый дворец Вместимость: 8200 | Глобен-Арена Вместимость: 13 850 |
|                                  |                                    |                                  |                                  |

### Северная Америка
| Оттава                          | Монреаль                         | Ванкувер                                  | Нью-Йорк                                 | Филадельфия                         |
| Корел-центр Вместимость: 18 572 | Молсон-центр Вместимость: 21 273 | Дженерал Моторс Плэйс Вместимость: 18 422 | Мэдисон-сквер-гарден Вместимость: 18 006 | Корстэйтс-центр Вместимость: 19 543 |
|                                 |                                  |                                           |                                          |                                     |

## Участники
| Европа - Германия - Россия - Словакия - Финляндия - Чехия - Швеция | Северная Америка - Канада - США |

## Предварительный этап
|  | Команды, выходящие в полуфинал     |
|  | Команды, выходящие в четвертьфинал |
|  | Команды, не выходящие в плей-офф   |

### Североамериканская группа
| М | Сборная  | И | В | П | Н | ШЗ | ШП | РШ  | О |
| - | -------- | - | - | - | - | -- | -- | --- | - |
| 1 | США      | 3 | 3 | 0 | 0 | 19 | 8  | +11 | 6 |
| 2 | Канада   | 3 | 2 | 1 | 0 | 11 | 10 | +1  | 4 |
| 3 | Россия   | 3 | 1 | 2 | 0 | 12 | 14 | -2  | 2 |
| 4 | Словакия | 3 | 0 | 3 | 0 | 9  | 19 | -10 | 0 |

| 29 августа 1996 | Канада | 5 : 3 (3:1, 0:2, 2:0) | Россия | Дженерал Моторс Плэйс, Ванкувер Зрителей: 18 422 |

| Отчёт | Отчёт                                         | Отчёт | Отчёт             | Отчёт                                                          |
| --- | --------------------------------------------- | --- | ----------------- | -------------------------------------------------------------- |
| |                                               | |                   |                                                                |
| | Кёртис Джозеф                                 | Вратари | Николай Хабибулин | Судья: Терри Грегсон Линейные судьи: Уэйн Бонни Брэд Лазарович |
| | Голы:                                         | |                   | Судья: Терри Грегсон Линейные судьи: Уэйн Бонни Брэд Лазарович |
| Венсан Дамфусс (мен.) — 09:23 (Т. Линден) Эрик Дежарден (бол.) — 14:24 (М. Мессье, С. Нидермайер) Брендан Шэнахэн — 17:11 (М. Мессье, С. Нидермайер) Джо Сакик (бол.) — 40:52 (П. Коффи, У. Гретцки) Тео Флёри (бол.) — 59:40 (У. Гретцки, С. Стивенс) | 0 : 1 : 1 2 : 1 3 : 1 3 : 2 3 : 3 4 : 3 5 : 3 | 02:18 — Алексей Ковалёв (Д. Юшкевич, В. Фетисов) 22:57 — Владимир Малахов (А. Жамнов, А. Николишин) 23:36 — Сергей Фёдоров (Д. Каспарайтис) |                   | Судья: Терри Грегсон Линейные судьи: Уэйн Бонни Брэд Лазарович |
| |                                               | |                   | Судья: Терри Грегсон Линейные судьи: Уэйн Бонни Брэд Лазарович |
| |                                               | |                   | Судья: Терри Грегсон Линейные судьи: Уэйн Бонни Брэд Лазарович |
| |                                               | |                   | Судья: Терри Грегсон Линейные судьи: Уэйн Бонни Брэд Лазарович |
| 20 мин | Штраф                                         | 24 мин |                   | Судья: Терри Грегсон Линейные судьи: Уэйн Бонни Брэд Лазарович |
| |                                               | |                   |                                                                |
| | 35                                            | Броски | 29                |                                                                |

| 31 августа 1996 | Россия | 7 : 4 (3:2, 2:1, 2:1) | Словакия | Молсон-центр, Монреаль Зрителей: 10 733 |

| Отчёт | Отчёт                                                         | Отчёт | Отчёт         | Отчёт                                                           |
| --- | ------------------------------------------------------------- | --- | ------------- | --------------------------------------------------------------- |
| |                                                               | |               |                                                                 |
| | Андрей Трефилов                                               | Вратари | Яромир Драган | Судья: Марк Фукетт Линейные судьи: Кевин Коллинс Скотт Дрисколл |
| | Голы:                                                         | |               | Судья: Марк Фукетт Линейные судьи: Кевин Коллинс Скотт Дрисколл |
| Сергей Фёдоров (бол.) — 09:37 (С. Гончар, Д. Каспарайтис) Александр Могильный — 12:14 (С. Фёдоров, А. Житник) Александр Могильный — 18:31 (С. Фёдоров, В. Фетисов) Вячеслав Козлов (бол.) — 32:42 (И. Ларионов, А. Трефилов) Сергей Фёдоров — 39:58 Сергей Гончар — 45:28 (А. Могильный, С. Немчинов) Сергей Немчинов — 55:26 (А. Могильный, С. Гончар) | 0 : 1 : 1 1 : 2 : 2 3 : 2 3 : 3 4 : 3 5 : 3 5 : 4 6 : 4 7 : 4 | 00:43 — Йергуш Бача (бол.) (Р. Швегла, Ж. Палффи) 11:08 — Петер Бондра (И. Дроппа) 27:53 — Жигмунд Палффи 41:57 — Здено Цигер |               | Судья: Марк Фукетт Линейные судьи: Кевин Коллинс Скотт Дрисколл |
| |                                                               | |               | Судья: Марк Фукетт Линейные судьи: Кевин Коллинс Скотт Дрисколл |
| |                                                               | |               | Судья: Марк Фукетт Линейные судьи: Кевин Коллинс Скотт Дрисколл |
| |                                                               | |               | Судья: Марк Фукетт Линейные судьи: Кевин Коллинс Скотт Дрисколл |
| 16 мин | Штраф                                                         | 16 мин |               | Судья: Марк Фукетт Линейные судьи: Кевин Коллинс Скотт Дрисколл |
| |                                                               | |               |                                                                 |
| | 27                                                            | Броски | 26            |                                                                 |

| 31 августа 1996 | США | 5 : 3 (1:2, 2:0, 2:1) | Канада | Корстэйтс-центр, Филадельфия Зрителей: 19 500 |

| Отчёт | Отчёт                                       | Отчёт | Отчёт         | Отчёт                                                          |
| --- | ------------------------------------------- | --- | ------------- | -------------------------------------------------------------- |
| |                                             | |               |                                                                |
| | Майк Рихтер                                 | Вратари | Мартин Бродёр | Судья: Терри Грегсон Линейные судьи: Уэйн Бонни Брэд Лазарович |
| | Голы:                                       | |               | Судья: Терри Грегсон Линейные судьи: Уэйн Бонни Брэд Лазарович |
| Джон Леклер — 05:11 (Т. Амонте, Б. Смолински) Дуг Уэйт — 23:37 (Г. Сутер, Б. Халл) Скотт Янг — 30:48 (Б. Халл) Бретт Халл (бол.) — 40:25 (К. Челиос) Бретт Халл (п.в.) — 59:35 (Д. Уэйт) | 1 : 0 1 : 1 : 2 : 2 3 : 2 4 : 2 4 : 3 5 : 3 | 09:53 — Уэйн Гретцки (бол.) (С. Нидермайер, Э. Линдрос) 18:38 — Марк Мессье (С. Стивенс, Э. Дежарден) 58:57 — Уэйн Гретцки (П. Коффи, Т. Флёри) |               | Судья: Терри Грегсон Линейные судьи: Уэйн Бонни Брэд Лазарович |
| |                                             | |               | Судья: Терри Грегсон Линейные судьи: Уэйн Бонни Брэд Лазарович |
| |                                             | |               | Судья: Терри Грегсон Линейные судьи: Уэйн Бонни Брэд Лазарович |
| |                                             | |               | Судья: Терри Грегсон Линейные судьи: Уэйн Бонни Брэд Лазарович |
| 30 мин | Штраф                                       | 30 мин |               | Судья: Терри Грегсон Линейные судьи: Уэйн Бонни Брэд Лазарович |
| |                                             | |               |                                                                |
| | 26                                          | Броски | 26            |                                                                |

| 1 сентября 1996 | Канада | 3 : 2 (0:0, 1:2, 2:0) | Словакия | Корел-центр, Оттава Зрителей: 18 500 |

| Отчёт | Отчёт                     | Отчёт                                                                                   | Отчёт      | Отчёт                                                           |
| --- | ------------------------- | --------------------------------------------------------------------------------------- | ---------- | --------------------------------------------------------------- |
| |                           |                                                                                         |            |                                                                 |
| | Кёртис Джозеф             | Вратари                                                                                 | Роман Мега | Судья: Марк Фукетт Линейные судьи: Кевин Коллинс Скотт Дрисколл |
| | Голы:                     |                                                                                         |            | Судья: Марк Фукетт Линейные судьи: Кевин Коллинс Скотт Дрисколл |
| Венсан Дамфусс — 25:49 (П. Коффи) Тео Флёри — 42:02 (С. Айзерман, П. Коффи) Стив Айзерман — 56:10 (Дж. Сакик) | 1 : 0 1 : 1 : 2 : 2 3 : 2 | 29:12 — Петер Бондра (бол.) (Р. Швегла) 38:22 — Любомир Колник (Я. Варголик, О. Гашчак) |            | Судья: Марк Фукетт Линейные судьи: Кевин Коллинс Скотт Дрисколл |
| |                           |                                                                                         |            | Судья: Марк Фукетт Линейные судьи: Кевин Коллинс Скотт Дрисколл |
| |                           |                                                                                         |            | Судья: Марк Фукетт Линейные судьи: Кевин Коллинс Скотт Дрисколл |
| |                           |                                                                                         |            | Судья: Марк Фукетт Линейные судьи: Кевин Коллинс Скотт Дрисколл |
| 4 мин | Штраф                     | 8 мин                                                                                   |            | Судья: Марк Фукетт Линейные судьи: Кевин Коллинс Скотт Дрисколл |
| |                           |                                                                                         |            |                                                                 |
| | 37                        | Броски                                                                                  | 23         |                                                                 |

| 2 сентября 1996 | США | 5 : 2 (2:0, 3:1, 0:1) | Россия | Мэдисон-сквер-гарден, Нью-Йорк Зрителей: 18 200 |

| Отчёт | Отчёт                                     | Отчёт                                                                                  | Отчёт                                                         | Отчёт                                                        |
| --- | ----------------------------------------- | -------------------------------------------------------------------------------------- | ------------------------------------------------------------- | ------------------------------------------------------------ |
| |                                           |                                                                                        |                                                               |                                                              |
| | Майк Рихтер                               | Вратари                                                                                | 00:00-40:00 — Николай Хабибулин 40:00-60:00 — Андрей Трефилов | Судья: Марк Фукетт Линейные судьи: Брэд Лазарович Уэйн Бонни |
| | Голы:                                     |                                                                                        |                                                               | Судья: Марк Фукетт Линейные судьи: Брэд Лазарович Уэйн Бонни |
| Адам Дэдмарш — 00:26 (П. Лафонтейн, Б. Лич) Джон Леклер — 07:08 (П. Лафонтейн, М. Модано) Кит Ткачук — 24:46 (Б. Герин, М. Модано) Пэт Лафонтейн (мен.) — 29:32 (К. Челиос) Дуг Уэйт — 33:03 (Б. Халл, К. Хэтчер) | 1 : 0 2 : 0 3 : 0 4 : 0 4 : 1 5 : 1 5 : 2 | 32:33 — Олег Твердовский (И. Ларионов, В. Козлов) 59:32 — Андрей Коваленко (А. Жамнов) |                                                               | Судья: Марк Фукетт Линейные судьи: Брэд Лазарович Уэйн Бонни |
| |                                           |                                                                                        |                                                               | Судья: Марк Фукетт Линейные судьи: Брэд Лазарович Уэйн Бонни |
| |                                           |                                                                                        |                                                               | Судья: Марк Фукетт Линейные судьи: Брэд Лазарович Уэйн Бонни |
| |                                           |                                                                                        |                                                               | Судья: Марк Фукетт Линейные судьи: Брэд Лазарович Уэйн Бонни |
| 22 мин | Штраф                                     | 34 мин                                                                                 |                                                               | Судья: Марк Фукетт Линейные судьи: Брэд Лазарович Уэйн Бонни |
| |                                           |                                                                                        |                                                               |                                                              |
| | 32                                        | Броски                                                                                 | 34                                                            |                                                              |

| 3 сентября 1996 | США | 9 : 3 (3:1, 3:1, 3:1) | Словакия | Мэдисон-сквер-гарден, Нью-Йорк Зрителей: 18 200 |

| Отчёт | Отчёт                                                                 | Отчёт | Отчёт      | Отчёт                                                             |
| --- | --------------------------------------------------------------------- | --- | ---------- | ----------------------------------------------------------------- |
| |                                                                       | |            |                                                                   |
| | Ги Эбер                                                               | Вратари | Роман Мега | Судья: Терри Грегсон Линейные судьи: Скотт Дрисколл Кевин Коллинс |
| | Голы:                                                                 | |            | Судья: Терри Грегсон Линейные судьи: Скотт Дрисколл Кевин Коллинс |
| Кит Ткачук (бол.) — 05:50 (Б. Халл, Ф. Хаусли) Дуг Уэйт (бол.) — 07:13 (Дж. Леклер, С. Янг) Джон Леклер — 13:34 (Т. Амонте, Б. Лич) Кит Ткачук — 30:16 (Дж. Леклер) Мэтью Шнайдер — 32:37 (А. Дэдмарш, Ш. Макичерн) Кит Ткачук — 38:20 (М. Модано) Джоэль Отто — 44:29 (К. Хэтчер) Майк Модано — 46:16 (Б. Герин, К. Ткачук) Майк Модано — 52:44 (Б. Лич) | 0 : 1 : 1 2 : 1 3 : 1 4 : 1 5 : 1 5 : 2 6 : 2 7 : 2 8 : 2 9 : 2 9 : 3 | 02:15 — Петер Бондра (бол.) (Ж. Палффи, Р. Швегла) 36:09 — Славомир Илавский (В. Плавуха) 55:38 — Любомир Рыбович (В. Плавуха, С. Илавский) |            | Судья: Терри Грегсон Линейные судьи: Скотт Дрисколл Кевин Коллинс |
| |                                                                       | |            | Судья: Терри Грегсон Линейные судьи: Скотт Дрисколл Кевин Коллинс |
| |                                                                       | |            | Судья: Терри Грегсон Линейные судьи: Скотт Дрисколл Кевин Коллинс |
| |                                                                       | |            | Судья: Терри Грегсон Линейные судьи: Скотт Дрисколл Кевин Коллинс |
| 18 мин | Штраф                                                                 | 12 мин |            | Судья: Терри Грегсон Линейные судьи: Скотт Дрисколл Кевин Коллинс |
| |                                                                       | |            |                                                                   |
| | 39                                                                    | Броски | 31         |                                                                   |

### Европейская группа
| М | Сборная   | И | В | П | Н | ШЗ | ШП | РШ  | О |
| - | --------- | - | - | - | - | -- | -- | --- | - |
| 1 | Швеция    | 3 | 3 | 0 | 0 | 14 | 3  | +11 | 6 |
| 2 | Финляндия | 3 | 2 | 1 | 0 | 17 | 11 | +6  | 4 |
| 3 | Германия  | 3 | 1 | 2 | 0 | 11 | 15 | -4  | 2 |
| 4 | Чехия     | 3 | 0 | 3 | 0 | 4  | 17 | -13 | 0 |

| 26 августа 1996 | Швеция | 6 : 1 (0:0, 2:0, 4:1) | Германия | Глобен-Арена, Стокгольм Зрителей: 13 521 |

| Отчёт | Отчёт                                     | Отчёт                                     | Отчёт                                               | Отчёт                                                         |
| --- | ----------------------------------------- | ----------------------------------------- | --------------------------------------------------- | ------------------------------------------------------------- |
| |                                           |                                           |                                                     |                                                               |
| | Томми Сало                                | Вратари                                   | 00:00-42:24 — Олаф Кёльциг 45:24-60:00 — Клаус Мерк | Судья: Керри Фрэйзер Линейные судьи: Рэй Скапинелло Дэн Шахте |
| | Голы:                                     |                                           |                                                     | Судья: Керри Фрэйзер Линейные судьи: Рэй Скапинелло Дэн Шахте |
| Никлас Лидстрём (бол.) — 32:09 (П. Форсберг) Микаэль Нюландер (бол.) — 36:40 (У. Дален, Ю. Гарпенлёв) Матс Сундин (бол.) — 43:24 (П. Форсберг) Ульф Дален — 43:51 (М. Нюландер, К. Юханссон) Никлас Сундстрём — 45:24 (М. Сундин) Юхан Гарпенлёв — 49:46 (П. Форсберг) | 1 : 0 2 : 0 3 : 0 4 : 0 5 : 0 6 : 0 6 : 1 | 56:00 — Марк Маккай (С. Усторф, Я. Бенда) |                                                     | Судья: Керри Фрэйзер Линейные судьи: Рэй Скапинелло Дэн Шахте |
| |                                           |                                           |                                                     | Судья: Керри Фрэйзер Линейные судьи: Рэй Скапинелло Дэн Шахте |
| |                                           |                                           |                                                     | Судья: Керри Фрэйзер Линейные судьи: Рэй Скапинелло Дэн Шахте |
| |                                           |                                           |                                                     | Судья: Керри Фрэйзер Линейные судьи: Рэй Скапинелло Дэн Шахте |
| 18 мин | Штраф                                     | 16 мин                                    |                                                     | Судья: Керри Фрэйзер Линейные судьи: Рэй Скапинелло Дэн Шахте |
| |                                           |                                           |                                                     |                                                               |
| | 48                                        | Броски                                    | 21                                                  |                                                               |

| 27 августа 1996 | Финляндия | 7 : 3 (4:1, 1:1, 2:1) | Чехия | Ледовый дворец, Хельсинки Зрителей: 7740 |

| Отчёт | Отчёт                                                     | Отчёт                                                                           | Отчёт                                               | Отчёт                                                         |
| --- | --------------------------------------------------------- | ------------------------------------------------------------------------------- | --------------------------------------------------- | ------------------------------------------------------------- |
| |                                                           |                                                                                 |                                                     |                                                               |
| | Кари Такко                                                | Вратари                                                                         | 00:00-10:15 — Роман Турек 10:15-60:00 — Петр Бржиза | Судья: Керри Фрэйзер Линейные судьи: Рэй Скапинелло Дэн Шахте |
| | Голы:                                                     |                                                                                 |                                                     | Судья: Керри Фрэйзер Линейные судьи: Рэй Скапинелло Дэн Шахте |
| Вилле Пелтонен — 09:35 (С. Койву) Юха Илонен (бол.) — 09:56 (Т. Селянне) Теему Селянне — 10:15 (Ю. Илонен) Юрке Лумме (бол.) — 12:29 (Ю. Илонен, Ю. Рийхиярви) Янне Оянен — 22:22 (М. Стрёмберг) Кристиан Руутту — 44:02 (С. Капанен) Юрке Лумме — 50:17 (Т. Селянне, Ю. Рийхиярви) | 0 : 1 : 1 2 : 1 3 : 1 4 : 1 5 : 1 5 : 2 6 : 2 7 : 2 7 : 3 | 06:02 — Радек Бонк 31:40 — Роберт Райхел (бул.) 56:19 — Иржи Допита (П. Сикора) |                                                     | Судья: Керри Фрэйзер Линейные судьи: Рэй Скапинелло Дэн Шахте |
| |                                                           |                                                                                 |                                                     | Судья: Керри Фрэйзер Линейные судьи: Рэй Скапинелло Дэн Шахте |
| |                                                           |                                                                                 |                                                     | Судья: Керри Фрэйзер Линейные судьи: Рэй Скапинелло Дэн Шахте |
| |                                                           |                                                                                 |                                                     | Судья: Керри Фрэйзер Линейные судьи: Рэй Скапинелло Дэн Шахте |
| 10 мин | Штраф                                                     | 14 мин                                                                          |                                                     | Судья: Керри Фрэйзер Линейные судьи: Рэй Скапинелло Дэн Шахте |
| |                                                           |                                                                                 |                                                     |                                                               |
| | 41                                                        | Броски                                                                          | 28                                                  |                                                               |

| 28 августа 1996 | Финляндия | 8 : 3 (3:0, 3:2, 2:1) | Германия | Ледовый дворец, Хельсинки Зрителей: 7740 |

| Отчёт | Отчёт                                                             | Отчёт | Отчёт      | Отчёт                                                       |
| --- | ----------------------------------------------------------------- | --- | ---------- | ----------------------------------------------------------- |
| |                                                                   | |            |                                                             |
| | Ярмо Мюллюс                                                       | Вратари | Клаус Мерк | Судья: Дэн Марелли Линейные судьи: Горд Бросекер Шейн Хейер |
| | Голы:                                                             | |            | Судья: Дэн Марелли Линейные судьи: Горд Бросекер Шейн Хейер |
| Ханну Вирта (бол.) — 02:10 (С. Койву, Й. Лехтинен) Яри Курри (бол.) — 05:03 (Ю. Лумме, Ю. Рийхиярви) Йере Лехтинен (бол.) — 17:15 (В. Пелтонен, С. Койву) Теему Селянне — 30:26 (М. Стрёмберг) Мика Ниеминен — 34:51 (К. Нурминен) Йере Лехтинен — 36:02 (В. Пелтонен, М. Кипрусофф) Мика Стрёмберг (бол.) — 44:20 (Р. Хелминен) Саку Койву — 46:42 (Й. Лехтинен, В. Пелтонен) | 1 : 0 2 : 0 3 : 0 3 : 1 4 : 1 5 : 1 5 : 2 6 : 2 7 : 2 8 : 2 8 : 3 | 24:50 — Даниэль Новак (бол.) (П. Драйзайтль, М. Маккай) 35:56 — Реемт Пика (П. Драйзайтль) 50:33 — Йохен Хехт (бол.) (П. Драйзайтль) |            | Судья: Дэн Марелли Линейные судьи: Горд Бросекер Шейн Хейер |
| |                                                                   | |            | Судья: Дэн Марелли Линейные судьи: Горд Бросекер Шейн Хейер |
| |                                                                   | |            | Судья: Дэн Марелли Линейные судьи: Горд Бросекер Шейн Хейер |
| |                                                                   | |            | Судья: Дэн Марелли Линейные судьи: Горд Бросекер Шейн Хейер |
| 8 мин | Штраф                                                             | 16 мин |            | Судья: Дэн Марелли Линейные судьи: Горд Бросекер Шейн Хейер |
| |                                                                   | |            |                                                             |
| | 42                                                                | Броски | 18         |                                                             |

| 29 августа 1996 | Чехия | 0 : 3 (0:1, 0:2, 0:0) | Швеция | Спортовни гала, Прага Зрителей: 13 851 |

| Отчёт  | Отчёт             | Отчёт | Отчёт            | Отчёт                                                       |
| ------ | ----------------- | --- | ---------------- | ----------------------------------------------------------- |
|        |                   | |                  |                                                             |
|        | Роман Турек       | Вратари | Томми Сёдерстрём | Судья: Дэн Марелли Линейные судьи: Горд Бросекер Шейн Хейер |
|        | Голы:             | |                  | Судья: Дэн Марелли Линейные судьи: Горд Бросекер Шейн Хейер |
|        | 0 : 1 0 : 2 0 : 3 | 10:18 — Матс Сундин (Н. Лидстрём) 20:57 — Калле Юханссон (П. Форсберг) 33:44 — Юнас Бергквист (К. Юханссон) |                  | Судья: Дэн Марелли Линейные судьи: Горд Бросекер Шейн Хейер |
|        |                   | |                  | Судья: Дэн Марелли Линейные судьи: Горд Бросекер Шейн Хейер |
|        |                   | |                  | Судья: Дэн Марелли Линейные судьи: Горд Бросекер Шейн Хейер |
|        |                   | |                  | Судья: Дэн Марелли Линейные судьи: Горд Бросекер Шейн Хейер |
| 12 мин | Штраф             | 8 мин |                  | Судья: Дэн Марелли Линейные судьи: Горд Бросекер Шейн Хейер |
|        |                   | |                  |                                                             |
|        | 21                | Броски | 31               |                                                             |

| 31 августа 1996 | Германия | 7 : 1 (4:0, 1:0, 2:1) | Чехия | Олимпиаштадион, Гармиш-Партенкирхен Зрителей: 5000 |

| Отчёт | Отчёт                                           | Отчёт                                            | Отчёт      | Отчёт                                                         |
| --- | ----------------------------------------------- | ------------------------------------------------ | ---------- | ------------------------------------------------------------- |
| |                                                 |                                                  |            |                                                               |
| | Ярмо Мюллюс                                     | Вратари                                          | Клаус Мерк | Судья: Керри Фрэйзер Линейные судьи: Рэй Скапинелло Дэн Шахте |
| | Голы:                                           |                                                  |            | Судья: Керри Фрэйзер Линейные судьи: Рэй Скапинелло Дэн Шахте |
| Мирко Людерман (бол.) — 02:24 (Б. Дусет) Юрген Рюмрих — 05:37 (С. Усторф) Ян Бенда — 05:58 (Э. Голдман, М. Маккай) Томас Брандл — 12:07 (А. Люпциг, Л. Стефан) Бенуа Дусет (бол.) — 37:45 (М. Маккай, Д. Хеген) Ян Бенда (бол.) — 43:39 (Т. Брандл, М. Хайдт) Андреас Люпциг — 57:45 (Дж. Майер) | 1 : 0 2 : 0 3 : 0 4 : 0 5 : 0 6 : 0 6 : 1 7 : 1 | 49:48 — Яромир Ягр (бол.) (П. Недвед, П. Патера) |            | Судья: Керри Фрэйзер Линейные судьи: Рэй Скапинелло Дэн Шахте |
| |                                                 |                                                  |            | Судья: Керри Фрэйзер Линейные судьи: Рэй Скапинелло Дэн Шахте |
| |                                                 |                                                  |            | Судья: Керри Фрэйзер Линейные судьи: Рэй Скапинелло Дэн Шахте |
| |                                                 |                                                  |            | Судья: Керри Фрэйзер Линейные судьи: Рэй Скапинелло Дэн Шахте |
| 8 мин | Штраф                                           | 16 мин                                           |            | Судья: Керри Фрэйзер Линейные судьи: Рэй Скапинелло Дэн Шахте |
| |                                                 |                                                  |            |                                                               |
| | 34                                              | Броски                                           | 32         |                                                               |

| 1 сентября 1996 | Швеция | 5 : 2 (0:1, 2:1, 3:0) | Финляндия | Глобен-Арена, Стокгольм Зрителей: 13 850 |

| Отчёт | Отчёт                                     | Отчёт                                                                            | Отчёт      | Отчёт                                                       |
| --- | ----------------------------------------- | -------------------------------------------------------------------------------- | ---------- | ----------------------------------------------------------- |
| |                                           |                                                                                  |            |                                                             |
| | Томми Сёдерстрём                          | Вратари                                                                          | Кари Такко | Судья: Дэн Марелли Линейные судьи: Горд Бросекер Шейн Хейер |
| | Голы:                                     |                                                                                  |            | Судья: Дэн Марелли Линейные судьи: Горд Бросекер Шейн Хейер |
| Никлас Сундстрём — 32:28 (М. Сундин) Никлас Лидстрём (бол.) — 33:10 (Н. Сундстрём) Матс Сундин — 43:48 (М. Андерссон) Петер Форсберг — 55:44 (К. Юханссон) Матс Сундин (п.в.) — 59:31 | 0 : 1 0 : 2 1 : 2 2 : 2 3 : 2 4 : 2 5 : 2 | 11:04 — Теему Селянне (Ю. Илонен, Ю. Рийхиярви) 21:41 — Мика Ниеминен (Я. Оянен) |            | Судья: Дэн Марелли Линейные судьи: Горд Бросекер Шейн Хейер |
| |                                           |                                                                                  |            | Судья: Дэн Марелли Линейные судьи: Горд Бросекер Шейн Хейер |
| |                                           |                                                                                  |            | Судья: Дэн Марелли Линейные судьи: Горд Бросекер Шейн Хейер |
| |                                           |                                                                                  |            | Судья: Дэн Марелли Линейные судьи: Горд Бросекер Шейн Хейер |
| 8 мин | Штраф                                     | 8 мин                                                                            |            | Судья: Дэн Марелли Линейные судьи: Горд Бросекер Шейн Хейер |
| |                                           |                                                                                  |            |                                                             |
| | 31                                        | Броски                                                                           | 21         |                                                             |

## Плей-офф
|  | Четвертьфинал | Четвертьфинал | Четвертьфинал | Четвертьфинал | Четвертьфинал | Четвертьфинал | Четвертьфинал | Четвертьфинал | Четвертьфинал | Четвертьфинал |        |        | Полуфинал | Полуфинал | Полуфинал | Полуфинал | Полуфинал | Полуфинал | Полуфинал | Полуфинал | Полуфинал | Полуфинал |  |  | Финал (до двух побед) | Финал (до двух побед) | Финал (до двух побед) | Финал (до двух побед) | Финал (до двух побед) | Финал (до двух побед) | Финал (до двух побед) | Финал (до двух побед) | Финал (до двух побед) | Финал (до двух побед) |
|  |               |               |               |               |               |               |               |               |               |               |        |        |           |           |           |           |           |           |           |           |           |           |  |  |                       |                       |                       |                       |                       |                       |                       |                       |                       |                       |
|  | NA3           | Россия        | Россия        | Россия        | Россия        | Россия        | Россия        | Россия        | Россия        | 5             |        |        |           |           |           |           |           |           |           |           |           |           |  |  |                       |                       |                       |                       |                       |                       |                       |                       |                       |                       |
|  | NA3           | Россия        | Россия        | Россия        | Россия        | Россия        | Россия        | Россия        | Россия        | 5             |        |        |           |           |           |           |           |           |           |           |           |           |  |  |                       |                       |                       |                       |                       |                       |                       |                       |                       |                       |
|  | Е2            | Финляндия     | Финляндия     | Финляндия     | Финляндия     | Финляндия     | Финляндия     | Финляндия     | Финляндия     | 0             |        |        |           |           |           |           |           |           |           |           |           |           |  |  |                       |                       |                       |                       |                       |                       |                       |                       |                       |                       |
|  | Е2            | Финляндия     | Финляндия     | Финляндия     | Финляндия     | Финляндия     | Финляндия     | Финляндия     | Финляндия     | 0             | NA3    | Россия | Россия    | Россия    | Россия    | Россия    | Россия    | Россия    | Россия    | 2         |           |           |  |  |                       |                       |                       |                       |                       |                       |                       |                       |                       |                       |
|  |               |               |               |               |               |               |               |               |               |               | NA3    | Россия | Россия    | Россия    | Россия    | Россия    | Россия    | Россия    | Россия    | 2         |           |           |  |  |                       |                       |                       |                       |                       |                       |                       |                       |                       |                       |
|  |               |               | NA1           | США           | США           | США           | США           | США           | США           | США           | США    | 5      |           |           |           |           |           |           |           |           |           |           |  |  |                       |                       |                       |                       |                       |                       |                       |                       |                       |                       |
|  |               |               |               |               |               |               |               |               |               |               | США    | 5      |           |           |           |           |           |           |           |           |           |           |  |  |                       |                       |                       |                       |                       |                       |                       |                       |                       |                       |
|  |               |               |               |               |               |               |               |               |               |               |        |        |           |           |           |           |           |           |           |           |           |           |  |  |                       |                       |                       |                       |                       |                       |                       |                       |                       |                       |
|  |               |               |               |               |               |               |               |               |               |               |        |        |           |           |           |           |           |           |           |           |           |           |  |  |                       |                       |                       |                       |                       |                       |                       |                       |                       |                       |
|  |               |               |               |               |               |               |               |               |               |               |        |        | NA1       | США       | США       | США       | США       | США       | США       | США       | США       | 2         |  |  |                       |                       |                       |                       |                       |                       |                       |                       |                       |                       |
|  |               |               |               |               |               |               |               |               |               |               |        |        |           |           |           |           |           |           |           |           |           |           |  |  |                       |                       |                       |                       |                       |                       |                       |                       |                       |                       |
|  |               |               | NA2           | Канада        | Канада        | Канада        | Канада        | Канада        | Канада        | Канада        | Канада | 1      |           |           |           |           |           |           |           |           |           |           |  |  |                       |                       |                       |                       |                       |                       |                       |                       |                       |                       |
|  | Е3            | Германия      | Германия      | Германия      | Германия      | Германия      | Германия      | Германия      | Германия      | Канада        | Канада | 1      | 1         |           |           |           |           |           |           |           |           |           |  |  |                       |                       |                       |                       |                       |                       |                       |                       |                       |                       |
|  | Е3            | Германия      | Германия      | Германия      | Германия      | Германия      | Германия      | Германия      | Германия      |               |        |        | 1         |           |           |           |           |           |           |           |           |           |  |  |                       |                       |                       |                       |                       |                       |                       |                       |                       |                       |
|  | NA2           | Канада        | Канада        | Канада        | Канада        | Канада        | Канада        | Канада        | Канада        | 4             |        |        |           |           |           |           |           |           |           |           |           |           |  |  |                       |                       |                       |                       |                       |                       |                       |                       |                       |                       |
|  | NA2           | Канада        | Канада        | Канада        | Канада        | Канада        | Канада        | Канада        | Канада        | 4             | NA2    | Канада | Канада    | Канада    | Канада    | Канада    | Канада    | Канада    | Канада    | 3**       |           |           |  |  |                       |                       |                       |                       |                       |                       |                       |                       |                       |                       |
|  |               |               |               |               |               |               |               |               |               |               | NA2    | Канада | Канада    | Канада    | Канада    | Канада    | Канада    | Канада    | Канада    | 3**       |           |           |  |  |                       |                       |                       |                       |                       |                       |                       |                       |                       |                       |
|  |               |               | Е1            | Швеция        | Швеция        | Швеция        | Швеция        | Швеция        | Швеция        | Швеция        | Швеция | 2      |           |           |           |           |           |           |           |           |           |           |  |  |                       |                       |                       |                       |                       |                       |                       |                       |                       |                       |
|  |               |               |               |               |               |               |               |               |               |               | Швеция | 2      |           |           |           |           |           |           |           |           |           |           |  |  |                       |                       |                       |                       |                       |                       |                       |                       |                       |                       |
|  |               |               |               |               |               |               |               |               |               |               |        |        |           |           |           |           |           |           |           |           |           |           |  |  |                       |                       |                       |                       |                       |                       |                       |                       |                       |                       |
|  |               |               |               |               |               |               |               |               |               |               |        |        |           |           |           |           |           |           |           |           |           |           |  |  |                       |                       |                       |                       |                       |                       |                       |                       |                       |                       |
|  |               |               |               |               |               |               |               |               |               |               |        |        |           |           |           |           |           |           |           |           |           |           |  |  |                       |                       |                       |                       |                       |                       |                       |                       |                       |                       |
|  |               |               |               |               |               |               |               |               |               |               |        |        |           |           |           |           |           |           |           |           |           |           |  |  |                       |                       |                       |                       |                       |                       |                       |                       |                       |                       |

* — овертайм

### Четвертьфиналы
| 7 сентября 1996 | Канада | 4 : 1 (1:0, 2:1, 1:0,) | Германия | Молсон-центр, Монреаль Зрителей: 13 422 |

| Отчёт | Отчёт                         | Отчёт                    | Отчёт       | Отчёт                                                        |
| --- | ----------------------------- | ------------------------ | ----------- | ------------------------------------------------------------ |
| |                               |                          |             |                                                              |
| | Кёртис Джозефф                | Вратари                  | Йозеф Хейсс | Судья: Дэн Марелли Линейные судьи: Уэйн Бонни Брэд Лазарович |
| | Голы:                         |                          |             | Судья: Дэн Марелли Линейные судьи: Уэйн Бонни Брэд Лазарович |
| Уэйн Гретцки (бол.) — 03:09 (Б. Шэнахан, П. Коффи) Брендан Шэнахан (бол.) — 21:53 (М. Мессье, Э. Дежарден) Тревор Линден — 36:41 Род Бриндамор — 43:05 (С. Котэ, К. Лемьё) | 1 : 0 2 : 0 2 : 1 3 : 1 4 : 1 | 28:34 — Петер Драйзайтль |             | Судья: Дэн Марелли Линейные судьи: Уэйн Бонни Брэд Лазарович |
| |                               |                          |             | Судья: Дэн Марелли Линейные судьи: Уэйн Бонни Брэд Лазарович |
| |                               |                          |             | Судья: Дэн Марелли Линейные судьи: Уэйн Бонни Брэд Лазарович |
| |                               |                          |             | Судья: Дэн Марелли Линейные судьи: Уэйн Бонни Брэд Лазарович |
| 8 мин | Штраф                         | 8 мин                    |             | Судья: Дэн Марелли Линейные судьи: Уэйн Бонни Брэд Лазарович |
| |                               |                          |             |                                                              |
| | 43                            | Броски                   | 16          |                                                              |

| 6 сентября 1996 | Россия | 5 : 0 (2:0, 1:0, 2:0) | Финляндия | Корел-центр, Оттава Зрителей: 15 347 |

| Отчёт | Отчёт                         | Отчёт   | Отчёт       | Отчёт                                                         |
| --- | ----------------------------- | ------- | ----------- | ------------------------------------------------------------- |
| |                               |         |             |                                                               |
| | Андрей Трефилов               | Вратари | Ярмо Мюллюс | Судья: Керри Фрэйзер Линейные судьи: Горд Бросекер Шейн Хейер |
| | Голы:                         |         |             | Судья: Керри Фрэйзер Линейные судьи: Горд Бросекер Шейн Хейер |
| Алексей Ковалёв — 06:36 (А. Яшин, С. Зубов) Сергей Гончар (бол.) — 15:00 (С. Фёдоров, А. Могильный) Андрей Николишин — 27:36 (В. Козлов) Дмитрий Юшкевич — 45:40 (А. Могильный, С. Немчинов) Андрей Коваленко — 46:09 (И. Ларионов, А. Николишин) | 1 : 0 2 : 0 3 : 0 4 : 0 5 : 0 |         |             | Судья: Керри Фрэйзер Линейные судьи: Горд Бросекер Шейн Хейер |
| |                               |         |             | Судья: Керри Фрэйзер Линейные судьи: Горд Бросекер Шейн Хейер |
| |                               |         |             | Судья: Керри Фрэйзер Линейные судьи: Горд Бросекер Шейн Хейер |
| |                               |         |             | Судья: Керри Фрэйзер Линейные судьи: Горд Бросекер Шейн Хейер |
| 24 мин | Штраф                         | 6 мин   |             | Судья: Керри Фрэйзер Линейные судьи: Горд Бросекер Шейн Хейер |
| |                               |         |             |                                                               |
| | 20                            | Броски  | 27          |                                                               |

### Полуфиналы
| 7 сентября 1996 | Швеция | 2 : 3 (2ОТ) (0:1, 0:1, 2:0, 0:0, 0:1) | Канада | Корстэйтс-центр, Филадельфия Зрителей: 17 277 |

| Отчёт                                                                                                | Отчёт                         | Отчёт                                                                                              | Отчёт          | Отчёт                                                      |
| --- | ----------------------------- | -------------------------------------------------------------------------------------------------- | -------------- | ---------------------------------------------------------- |
| |                               | |                |                                                            |
| | Томми Сало                    | Вратари                                                                                            | Кёртис Джозефф | Судья: Марк Фукетт Линейные судьи: Рэй Скапинелло Дэн Шате |
| | Голы:                         | |                | Судья: Марк Фукетт Линейные судьи: Рэй Скапинелло Дэн Шате |
| Томми Альбелин — 45:47 (К. Юханссон, Н. Сундстрём) Микаэль Нюландер — 53:33 (М. Сундин, К. Юханссон) | 0 : 1 0 : 2 1 : 2 2 : 2 2 : 3 | 17:59 — Эрик Линдрос (Б. Шэнахан, Дж. Сакик) 34:38 — Скотт Нидермайер 99:47 — Тео Флёри (П. Коффи) |                | Судья: Марк Фукетт Линейные судьи: Рэй Скапинелло Дэн Шате |
| |                               | |                | Судья: Марк Фукетт Линейные судьи: Рэй Скапинелло Дэн Шате |
| |                               | |                | Судья: Марк Фукетт Линейные судьи: Рэй Скапинелло Дэн Шате |
| |                               | |                | Судья: Марк Фукетт Линейные судьи: Рэй Скапинелло Дэн Шате |
| 8 мин                                                                                                | Штраф                         | 10 мин                                                                                             |                | Судья: Марк Фукетт Линейные судьи: Рэй Скапинелло Дэн Шате |
| |                               | |                |                                                            |
| | 43                            | Броски                                                                                             | 43             |                                                            |

| 8 сентября 1996 | США | 5 : 2 (2:0, 2:1, 1:1) | Россия | Корел-центр, Оттава Зрителей: 18 500 |

| Отчёт | Отчёт                                     | Отчёт                                                                                  | Отчёт           | Отчёт                                                             |
| --- | ----------------------------------------- | -------------------------------------------------------------------------------------- | --------------- | ----------------------------------------------------------------- |
| |                                           |                                                                                        |                 |                                                                   |
| | Майк Рихтер                               | Вратари                                                                                | Андрей Трефилов | Судья: Терри Грегсон Линейные судьи: Кевин Коллинс Скотт Дрисколл |
| | Голы:                                     |                                                                                        |                 | Судья: Терри Грегсон Линейные судьи: Кевин Коллинс Скотт Дрисколл |
| Пэт Лафонтейн — 00:26 (Дж. Отто, А. Дэдмарш) Бретт Халл (бол.) — 19:45 (Д. Хэтчер, Д. Уэйт) Тони Амонте — 30:01 (Б. Смолински) Бретт Халл (мен.) — 34:58 (Д. Уэйт, К. Челиос) Мэтью Шнайдер — 53:57 (С. Янг) | 1 : 0 2 : 0 2 : 1 3 : 1 4 : 1 4 : 2 5 : 2 | 29:06 — Сергей Березин (А. Яшин) 41:57 — Сергей Зубов (бол.) (И. Ларионов, С. Березин) |                 | Судья: Терри Грегсон Линейные судьи: Кевин Коллинс Скотт Дрисколл |
| |                                           |                                                                                        |                 | Судья: Терри Грегсон Линейные судьи: Кевин Коллинс Скотт Дрисколл |
| |                                           |                                                                                        |                 | Судья: Терри Грегсон Линейные судьи: Кевин Коллинс Скотт Дрисколл |
| |                                           |                                                                                        |                 | Судья: Терри Грегсон Линейные судьи: Кевин Коллинс Скотт Дрисколл |
| 24 мин | Штраф                                     | 26 мин                                                                                 |                 | Судья: Терри Грегсон Линейные судьи: Кевин Коллинс Скотт Дрисколл |
| |                                           |                                                                                        |                 |                                                                   |
| | 33                                        | Броски                                                                                 | 25              |                                                                   |

### Финал(до двух побед)
| 10 сентября 1996 | США | 3 : 4 (ОТ) (0:1, 2:1, 1:1, 0:1) | Канада | Корстэйтс-центр, Филадельфия Зрителей: 18 577 |

| Отчёт | Отчёт                               | Отчёт | Отчёт         | Отчёт                                                                         |
| --- | ----------------------------------- | --- | ------------- | ----------------------------------------------------------------------------- |
| |                                     | |               |                                                                               |
| | Майк Рихтер                         | Вратари | Кёртис Джозеф | Судьи: Марк Фукетт Керри Фрэйзер Линейные судьи: Рэй Скапинелло Кевин Коллинс |
| | Голы:                               | |               | Судьи: Марк Фукетт Керри Фрэйзер Линейные судьи: Рэй Скапинелло Кевин Коллинс |
| Дериан Хэтчер — 22:03 (Дж. Леклер, Б. Смолински) Дериан Хэтчер — 33:51 (Т. Амонте, Б. Лич) Джон Леклер — 59:53 (Б. Лич, Дж. Отто) | 0 : 1 : 1 2 : 1 2 : 2 : 3 : 3 3 : 4 | 16:50 — Эрик Линдрос (бол.) (У. Гретцки, Р. Блейк) 39:21 — Клод Лемьё (М. Мессье, А. Грэйвз) 49:58 — Тео Флёри (Р. Бриндамор) 70:37 — Стив Айзерман (Р. Бриндамор) |               | Судьи: Марк Фукетт Керри Фрэйзер Линейные судьи: Рэй Скапинелло Кевин Коллинс |
| |                                     | |               | Судьи: Марк Фукетт Керри Фрэйзер Линейные судьи: Рэй Скапинелло Кевин Коллинс |
| |                                     | |               | Судьи: Марк Фукетт Керри Фрэйзер Линейные судьи: Рэй Скапинелло Кевин Коллинс |
| |                                     | |               | Судьи: Марк Фукетт Керри Фрэйзер Линейные судьи: Рэй Скапинелло Кевин Коллинс |
| 16 мин | Штраф                               | 18 мин |               | Судьи: Марк Фукетт Керри Фрэйзер Линейные судьи: Рэй Скапинелло Кевин Коллинс |
| |                                     | |               |                                                                               |
| | 26                                  | Броски | 35            |                                                                               |

| 12 сентября 1996 | Канада | 2 : 5 (1:1, 0:2, 1:2) | США | Молсон-центр, Монреаль Зрителей: 21 273 |

| Отчёт                                                                                         | Отчёт                                   | Отчёт | Отчёт       | Отчёт                                                             |
| --------------------------------------------------------------------------------------------- | --------------------------------------- | --- | ----------- | ----------------------------------------------------------------- |
|                                                                                               |                                         | |             |                                                                   |
|                                                                                               | Кёртис Джозеф                           | Вратари | Майк Рихтер | Судья: Керри Фрэйзер Линейные судьи: Горд Бросекер Рэй Скапинелло |
|                                                                                               | Голы:                                   | |             | Судья: Керри Фрэйзер Линейные судьи: Горд Бросекер Рэй Скапинелло |
| Брендан Шэнахан (бол.) — 09:23 (Э. Линдрос) Джо Сакик (бол.) — 44:48 (Э. Линдрос, Б. Шэнахан) | 0 : 1 : 1 1 : 2 1 : 3 2 : 3 2 : 4 2 : 5 | 07:06 — Джон Леклер (бол.) (Г. Сутер, М. Модано) 21:20 — Джон Леклер (Б. Смолински, Т. Амонте) 35:24 — Бретт Халл (К. Челиос) 58:52 — Кит Ткачук (п.в.) (Д. Хэтчер) 59:44 — Скотт Янг (п.в.) |             | Судья: Керри Фрэйзер Линейные судьи: Горд Бросекер Рэй Скапинелло |
|                                                                                               |                                         | |             | Судья: Керри Фрэйзер Линейные судьи: Горд Бросекер Рэй Скапинелло |
|                                                                                               |                                         | |             | Судья: Керри Фрэйзер Линейные судьи: Горд Бросекер Рэй Скапинелло |
|                                                                                               |                                         | |             | Судья: Керри Фрэйзер Линейные судьи: Горд Бросекер Рэй Скапинелло |
| 12 мин                                                                                        | Штраф                                   | 16 мин |             | Судья: Керри Фрэйзер Линейные судьи: Горд Бросекер Рэй Скапинелло |
|                                                                                               |                                         | |             |                                                                   |
|                                                                                               | 37                                      | Броски | 35          |                                                                   |

| 14 сентября 1996 | США | 5 : 2 (1:0, 0:1, 4:1) | Канада | Молсон-центр, Монреаль Зрителей: 21 273 |

| Отчёт | Отчёт                                 | Отчёт                                                               | Отчёт         | Отчёт                                                             |
| --- | ------------------------------------- | ------------------------------------------------------------------- | ------------- | ----------------------------------------------------------------- |
| |                                       |                                                                     |               |                                                                   |
| | Майк Рихтер                           | Вратари                                                             | Кёртис Джозеф | Судья: Терри Грегсон Линейные судьи: Горд Бросекер Рэй Скапинелло |
| | Голы:                                 |                                                                     |               | Судья: Терри Грегсон Линейные судьи: Горд Бросекер Рэй Скапинелло |
| Бретт Халл (бол.) — 11:18 (Б. Лич, Д. Уэйт) Бретт Халл — 56:42 (Б. Лич) Тони Амонте — 57:25 (Д. Хэтчер) Дериан Хэтчер (п.в.) — 59:18 Адам Дэдмарш — 59:43 | 1 : 0 1 : 1 : 2 : 2 3 : 2 4 : 2 5 : 2 | 39:54 — Эрик Линдрос (бол.) (П. Коффи, У. Гретцки) 52:50 — Адам Фут |               | Судья: Терри Грегсон Линейные судьи: Горд Бросекер Рэй Скапинелло |
| |                                       |                                                                     |               | Судья: Терри Грегсон Линейные судьи: Горд Бросекер Рэй Скапинелло |
| |                                       |                                                                     |               | Судья: Терри Грегсон Линейные судьи: Горд Бросекер Рэй Скапинелло |
| |                                       |                                                                     |               | Судья: Терри Грегсон Линейные судьи: Горд Бросекер Рэй Скапинелло |
| 29 мин | Штраф                                 | 18 мин                                                              |               | Судья: Терри Грегсон Линейные судьи: Горд Бросекер Рэй Скапинелло |
| |                                       |                                                                     |               |                                                                   |
| | 25                                    | Броски                                                              | 37            |                                                                   |

## Составы команд-финалистов
| Чемпион: | Финалист: |
| Сборная СШАТони Амонте Джим Кэри Шон Чэмберс Крис Челиос Адам Дэдмарш Билл Герин Дэриан Хэтчер Кевин Хэтчер Ги Эбер Фил Хаусли Брет Халл Стив Коновальчук Пэт Лафонтейн Джон Леклер Брайан Лич-C Шон Макикерн Майк Модано Джоэль Отто Майк Рихтер Брайан Ролстон Мэтью Шнайдер Брайан Смолински Гэри Сутер Кит Ткачук Дуг Уэйт Скотт Янг Тренер - Рон Уилсон | Сборная КанадыРоб Блейк Род Бриндамор Мартин Бродёр Пол Коффи Сильвен Котэ Венсан Дамфусс Эрик Дежарден Тео Флёри Адам Фут Адам Грейвз Уэйн Гретцки Кёртис Джозеф Эд Жовановски Клод Лемьё Тревор Линден Эрик Линдрос Марк Мессье Скотт Нидермайер Лайл Оделайн Кит Примо Билл Рэнфорд Джо Сакик Брендан Шэнахэн Скотт Стивенс Пэт Вербик Стив Айзерман Тренер - Глен Сатер |

## Статистика

### Положение команд
| 1 | США       |
| 2 | Канада    |
| 3 | Швеция    |
| 4 | Россия    |
| 5 | Финляндия |
| 6 | Германия  |
| 7 | Словакия  |
| 8 | Чехия     |

| Обладатель Кубка мира 1996 |
| США Первый титул           |

### Полевые игроки
| Игрок               | И | Г | П | О  | Штр |
| ------------------- | - | - | - | -- | --- |
| Бретт Халл          | 7 | 7 | 4 | 11 | 4   |
| Джон Леклер         | 7 | 6 | 4 | 10 | 6   |
| Матс Сундин         | 4 | 4 | 3 | 7  | 4   |
| Дуг Уэйт            | 7 | 3 | 4 | 7  | 12  |
| Уэйн Гретцки        | 8 | 3 | 4 | 7  | 2   |
| Брайан Лич          | 7 | 0 | 7 | 7  | 4   |
| Пол Коффи           | 7 | 0 | 7 | 7  | 12  |
| Сергей Фёдоров      | 5 | 3 | 3 | 6  | 2   |
| Александр Могильный | 5 | 2 | 4 | 6  | 0   |
| Кит Ткачук          | 7 | 5 | 1 | 6  | 44  |
| Тео Флёри           | 8 | 4 | 2 | 6  | 8   |

### Вратари
| Игрок            | Мин | ПШ | КН   | %ОБ  | СМ |
| ---------------- | --- | -- | ---- | ---- | -- |
| Томми Сёдерстрём | 120 | 2  | 1.00 | 95.2 | 1  |
| Томми Сало       | 160 | 4  | 1.50 | 93.8 | 0  |
| Йозеф Хейсс      | 120 | 5  | 2.50 | 93.3 | 0  |
| Майк Рихтер      | 370 | 15 | 2.43 | 92.3 | 0  |
| Кёртис Джозеф    | 468 | 18 | 2.31 | 90.8 | 0  |

### Индивидуальные награды
Самый ценный игрок (MVP):
- Майк Рихтер

Символическая сборная
- Вратарь:  Майк Рихтер
- Защитники:  Калле Юханссон —  Крис Челиос
- Нападающие: Бретт Халл —  Матс Сундин —  Джон Леклер